# Kaishain seikatsu
Kaishain seikatsu (会社員生活, La vida d'un oficinista) és una pel·lícula japonesa muda dramàtica dirigida per Yasujirō Ozu i estrenada el 1929.
La pel·lícula i el seu guió es consideren perduts.

## Sinopsi
Shintarō Tsukamoto, un treballador d'oficina i pare de quatre fills, espera amb interès la bonificació de final d'any, però és acomiadat a causa de la crisi econòmica general. En no trobar feina, contracta els seus serveis a amics.

## Repartiment
- Tatsuo Saitō: Shintarō Tsukamoto
- Mitsuko Yoshikawa: Fukuko, la se va esposa
- Shōichi Kofujita : el fill gran
- Seiichi Katō : el fill segon
- Tomio Aoki: el tercer fill
- Teruaki Ishiwatari : el quart fill
- Takeshi Sakamoto: un amic de la família